# Haliotis thailandis
Haliotis thailandis is een slakkensoort uit de familie van de Haliotidae. De wetenschappelijke naam van de soort is voor het eerst geldig gepubliceerd in 2001 door Dekker & Patamakanthin.